# 暖营区
暖营区（俄語：район Тёплый Стан）是莫斯科西南行政区的一区，面积7.5平方公里，人口131,899人。特罗帕廖沃站、科尼科沃站、暖营站和秋列涅夫将军站位于该区内。